# تینیان
تینیان (به اسپانیایی: Tinian) یک جزیره در جزایر ماریانای شمالی است که در اقیانوس آرام واقع شده‌است.

## خصوصیات
تینیان ۳٬۱۳۶ نفر جمعیت دارد و ۱۷۱ متر بالاتر از سطح دریا واقع شده‌است.

## نگارخانه

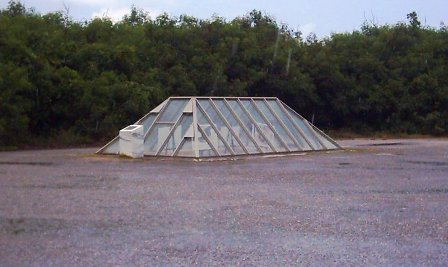
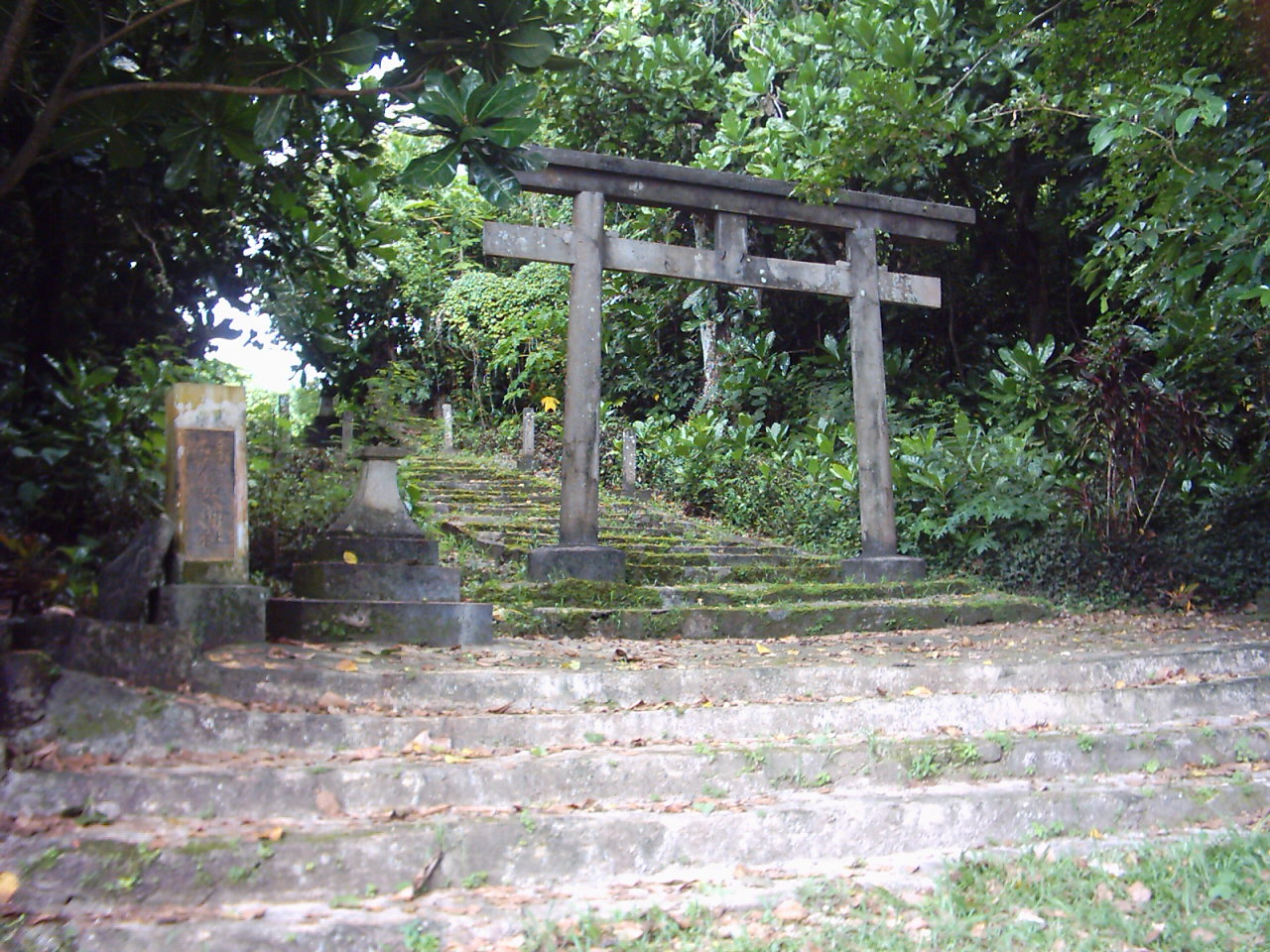
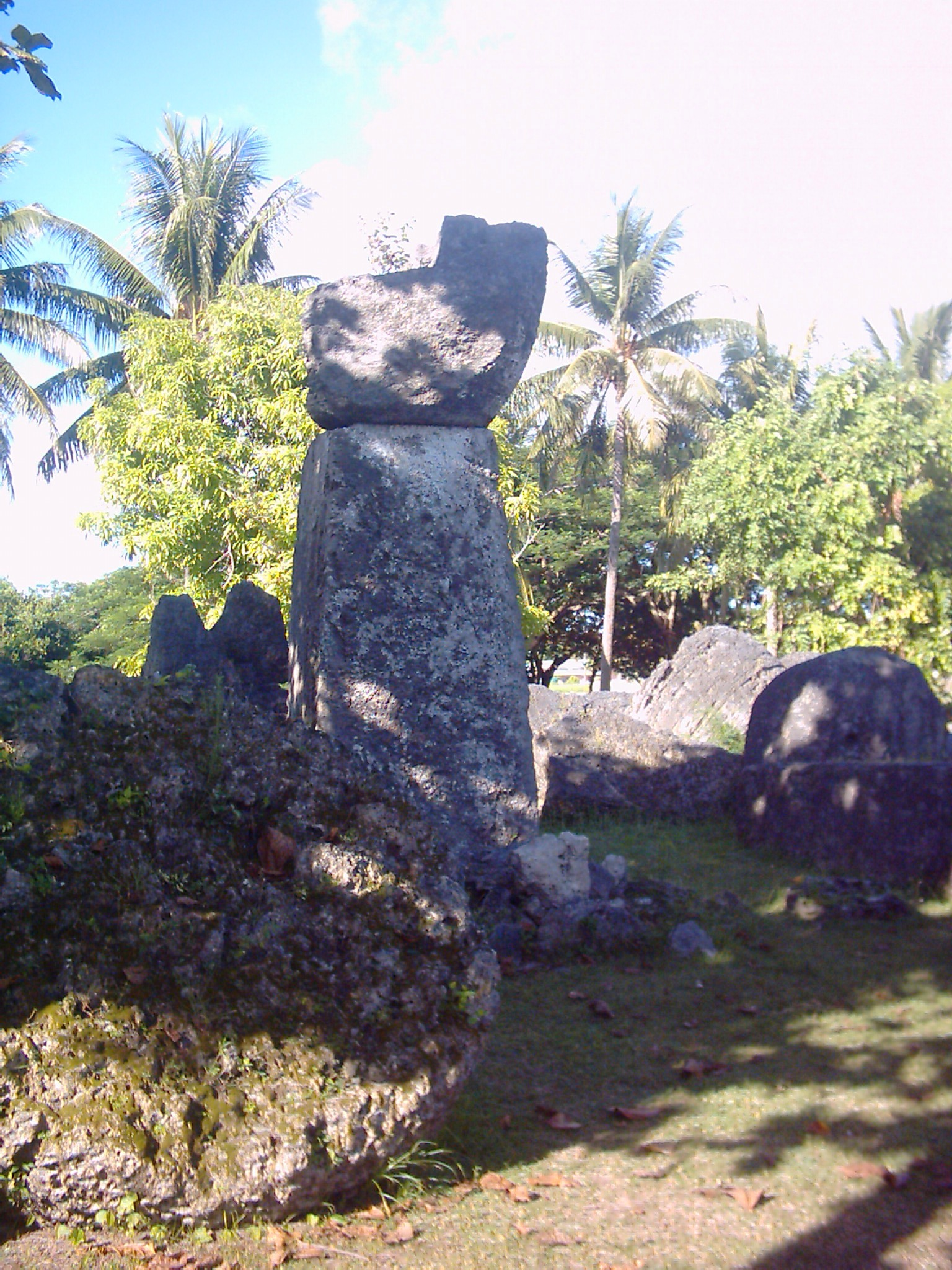